# Уршка Жолнир
Уршка Жолнир (словен. Urška Žolnir; Жалец, 9. октобар 1981) је словеначка џудисткиња. Чланица је Џудо клуба Санкаку из Цеља. Тренер јој је Марјан Фабјан. Такмичи се у полусредњој тежинској категорији. Прва је словеначка спортисткиња и једина поред Тине Мазе које је освојила олимпијско злато.
Уршка Жолнир је на Олимпијским играма 2004. у Атини освојила бронзану, а 2012. у Лондону златну медаљу. Ти успеси је чине најуспешнијом словеначком џудисткињом свих времена.
Жолнирова је била носилац националне заставе на свечаном отварању Олимпијских игара у Пекингу 2008, где је на такмичењу заузела 7 место.
На Светским првенствима је учествовала 4 пута и била два пута трећа (2005, 2011) и два пута пета (2008. и 2009).
На Европским првенствима је учествовала 5 пута и била је једном прва (2009), једном друга (2007), 2 пута трећа (2008. и 2011) и једном пета (2001). 
За своје успехе 2004. године добила је највеће словеначко спортско признање Блоудекову награду. 